# Metasphenisca nigriseta
Metasphenisca nigriseta är en tvåvingeart som först beskrevs av Mario Bezzi 1924.  Metasphenisca nigriseta ingår i släktet Metasphenisca och familjen borrflugor. Inga underarter finns listade i Catalogue of Life.